# Theatrocopia elegans
Theatrocopia elegans är en fjärilsart som beskrevs av Walsingham 1897. Theatrocopia elegans ingår i släktet Theatrocopia och familjen praktmalar, Oecophoridae. Inga underarter finns listade i Catalogue of Life.